# بتوين
شركة بتوين أو ب ـ توين (بالفرنسية: B'Twin) هي شركة فرنسية لصناعة الدراجات الهوائية. 
الشركة معروفة جداً في صناعة الدراجات الهوائية في فرنسا.

## التاريخ
أنشأ الشركة ديكاتلون أولاً في عام 1986 وقامت بتسويق أول دراجاتها تحت العلامة التجارية ديكاتلون. في عام 1999 تم إطلاق دراجة b'Twin 5 ، مع شعار "مريح في كل مكان كما في أي مكان". في عام 2005 تم إطلاق ابتكار جديد. في عام 2006 فقط، أصبحت دورة العشاري المذهلة. في عام 2007 ، قدمت شركة بتوين نفسها كشريك تقني لـ AG2R . ثم أطلقت العلامة التجارية في عام 2009 ، "موقع مجتمع العلامة التجارية. افتُتح موقع قرية بتوين، المقر الرئيسي للعلامة التجارية، في عام 2010: إنه موقع "مخصص بنسبة 100 ٪ لركوب الدراجات" على موقع مساحته 184000 متر مربع في مدينة ليل. في عام 2012 أصبحت بتوين شريكة أساسية لفريق FDJ لركوب الدراجات.